# لوئیس ولکارتسه
لوئیس ولکارتسه (انگلیسی: Luis Valcarce؛ زادهٔ ۳ فوریهٔ ۱۹۹۳) بازیکن فوتبال اهل اسپانیا است.
از باشگاه‌هایی که در آن بازی کرده‌است می‌توان به باشگاه فوتبال نومانسیا اشاره کرد.